# Madame du Barry (film, 1934)
Pour les articles homonymes, voir Madame du Barry (homonymie).
Pour plus de détails, voir Fiche technique et Distribution.

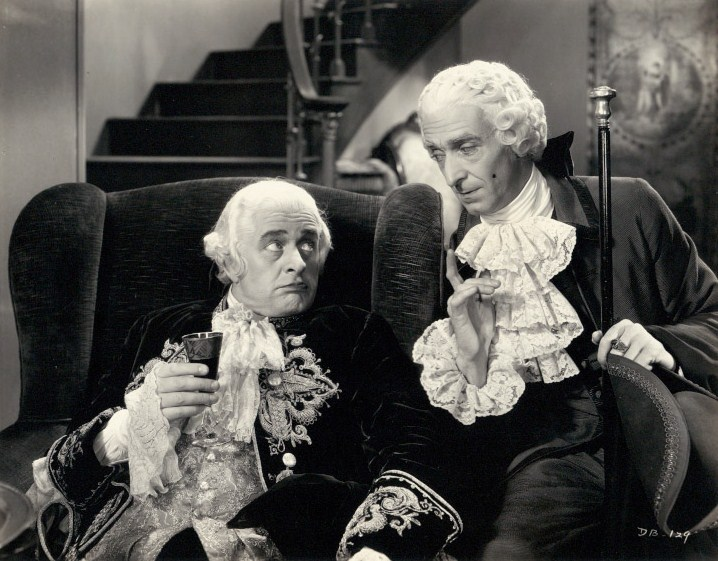
Reginald Owen et Osgood Perkins.

Madame du Barry est un film américain de William Dieterle, sorti en 1934.

## Synopsis
L'ascension de Madame du Barry à travers les couloirs et les boudoirs de Versailles jusqu'à la chambre du roi Louis XV. Les frasques de la courtisane agaceront bien vite la reine Marie-Antoinette (jouée par Anita Louise), qui bannira la du Barry de la cour.

## Fiche technique
- Titre original : Madame du Barry
- Réalisation : William Dieterle
- Production : Hal B. Wallis et Jack L. Warner producteurs exécutifs (non crédités)
- Société de production : Warner Bros. Pictures
- Distribution : Warner Bros. Pictures
- Scénario : Edward Chodorov
- Musique : Heinz Roemheld (non crédité)
- Photographie : Sol Polito
- Montage : Herbert I. Leeds
- Direction artistique : Jack Okey
- Costumes : Orry-Kelly
- Pays d'origine : États-Unis
- Langue : anglais
- Format : 1.37:1 - Noir et blanc - Son Mono
- Genre : Film historique
- Durée : 79 minutes
- Date de sortie :
  - États-Unis : 13 octobre 1934

## Distribution
- Dolores del Rio : Madame du Barry
- Reginald Owen : Louis XV
- Victor Jory : le duc Armand d'Aiguillon
- Osgood Perkins : le duc de Richelieu
- Verree Teasdale : la duchesse de Granmont
- Ferdinand Gottschalk : Lebel
- Anita Louise : Marie-Antoinette
- Maynard Holmes : le dauphin, futur Louis XVI
- Henry O'Neill : duc de Choiseul
- Hobart Cavanaugh : le professeur de la Vauguyon
- Arthur Treacher : André, maître de la Chambre

Acteurs non crédités
- Clay Clement : un noble à la réunion du duc de Choiseul
- Robert Greig : le cuisinier du roi

## Autour du film
Version beaucoup moins stricte que celle de Christian-Jaque, utilisant même avec une touche d'humour non dissimulée l'accent espagnol de l'actrice Dolorès del Rio. À noter que l'orthographe du titre est « Madame duBarry » dans certains catalogues et sites Internet.